# Embattled
Embattled é um filme de esportes americano de 2020 estrelado por Stephen Dorff como um lutador de artes marciais mistas (em grande parte inspirado em Conor McGregor) cuja natureza dura e abusiva o coloca em conflito com seu filho, que ele tenta treinar.

## Elenco
- Stephen Dorff .... Cash
- Darren Mann .... Jett Boykins
- Karrueche Tran .... Jade
- Colin McKenna
- Donald Faison .... Sr. Stewart
- Saïd Taghmaoui .... Claudie
- Elizabeth Reaser .... Susan

## Recepção
No agregador de críticas Rotten Tomatoes, o filme tem uma taxa de aprovação de 71% com base em 24 comentários dos críticos que é seguido do consenso: "Embatled luta contra clichês de gênero até o empate enquanto acerta socos emocionais suficientes para tornar este um drama esportivo que vale a pena assistir." No Metacritic, o filme tem uma pontuação média de 56 em 100, com base em 8 críticos, indicando "críticas médias ou mistas".